# Прокупачки град
Прокупачки град или Хисар (раније Хамеум, Комплос и Топлица), је тврђава у Србији око које се развило данашње Прокупље. Смештена је на узвишењу изнад данашњег града, које са три стране опкружује Топлица, правећи своју епигенију. Само утврђење, у данашњем облику, је настало у другој половини 14. века, највероватније између 1371. и 1389. године, ради заштите ове области од најезде Османлија, али је извесно да је подигнуто на старијој основи. Најстарији пронађени трагови на овом локалитету припадају античком предримском периоду, а каснија утврђења су подизана на римској основи. Само утврђење се састојало од овалне цитаделе, заштићене сувим шанцем, на врху брда око које су се лепезасто ширила два бедема, унутар којих су се формирала два подграђа у којима се налазе црква светог Прокопија из X и Латинска (Југ Богданова) црква из XIV века. Са северозападне стране цитаделе, налази се окомита стена у чијем дну протиче Топлица, поред које се налази, данас најочуванија, тзв. водена кула, која се популарно назива Југ Богданова кула. Данас су од некадашње тврђаве опстали махом само темељи, осим у цитадели која је археолошки истражена и конзервирана и воденој кули која је очувала већи део свог првобитног изгледа. Простор тврђаве се налази под заштитом државе као споменик културе од великог значаја, а на њему се понекад одигравају културне манифестације (концерти, представе и друге), обично за дан односно славу града 21.07. (Свети Прокопије). Тренутно су у току радови на чишћењу и обнови тврђаве.

## Називи
- Хисар је данас најчешћи назив за утврђење и цело брдо на коме се простире, а представља турску реч за тврђаву. Занимљиво је да тај термин улази у употребу, тек од ослобођења тог краја, после српско-турског рата 1876—1878, док се пре тога тврђава називала једноставно Градиште.[4]
- Хамеум (лат. Hammeum) је римски назив града.
- Комплос је византијски назив града.[5]
- Топлица је стари српски назив града, који се од краја 14. века назива град светог Прокопија односно Прокупље, по моштима свеца, које се од 1386. године чувају у граду.

## Прошлост тврђаве
Досадашња археолошка истраживања потврдила су постојање римског утврђења на овом простору, уз које се развио римски град под именом Хамеум. Он је у 6. веку, вероватно за владавине Јустинијана I (527—565), обновљен, о чему сведоче налази на простору некадашњег Херкуловог храма (на чијим је основама подигнута Латинска црква), а том приликом је сигурно обновљено и само утврђење.
Претпоставља се да је тврђава била у функцији и у 10. веку, када је подигнута црква светог Прокопија. Црква таквих размера могла је бити подигнута само у склопу већег насеља, које је морало бити заштићено одговарајућим утврђењем. Међутим, досадашња археолошка истраживања нису открила тај слој, али се сматра да је то последица неистражености целокупног локалитета.
Средином 12. века, Прокупље и цела област Топлице били су део удеоне кнежевине Стефана Немање (1166)1168—1196) из које је он започео преузимање власти и стварање нове српске државе, а сматра се да се један од његових дворова налазио у Топлици.
Распадање српског царства и најезда Османлија у другој половини 14. века, обнављају стратешки значај Топличке долине, због чега је у Прокупљу подигнуто ново утврђење да би штитило тај путни правац. Већ 1386. године Османлије у свом походу на Крушевац заобилазе Прокупље, што сведочи о снази његовог утврђења, а један њихов одред бива потучен у борби код Плочника исте године. Те године, у град стижу мошти светог Прокопија, које се од тада налазе градској цркви, смештеној у склопу тврђавског подграђа.
Током првог пада Деспотовине, Османлије 1440. године улазе у град, али он Сегединским миром бива враћен деспоту Ђурђу (1427—1456). Коначно га заузимају 1454. године, након чега обнављају тврђаву, а у подграђу насељавају своје становништво.
Током морејског рата и Пиколоминијевог продора до Скопља, Прокупље се нашло у аустријским рукама. Током тог периода, један аустријски инжењерски официр је 1689. године направио план утврђења на коме се јасно види овална цитадела са Донжон кулом и подграђа која се шире око ње.
Након српско-турских ратова 1878. године, брдо није било пошумљено као данас и на њему су се јасно уочавала два концентрична бедема подграђа ојачана са три очуване односно једном зарушенијом квадратном кулом. Неколико година касније, Феликс Каниц је забележио димензије утврђења:
- дужина 280m, ширина 180m

претпоставивши да је у питању римски каструм, подигнут у доба Јустинијана I.
Током 20. века, цело брдо је пошумљено, тако да су остаци нижих делова утврђења данас тешко уочљиви. Током подизања задужбине др. Алексе Савића тзв. Савићевца 1927. године на врху брда Хисар изнад града, откривени су остаци дворца са живописаним зидовима. Претпоставља се да је у питању грађевина из римског периода, мада није искључено да је коришћена и касније, а њени остаци су уништени током градње задужбине која се данас налази под заштитом државе и у којој је смештен угоститељски објекат.

## Изглед тврђаве
Прокупачка тврђава се састоји од овалне цитаделе смештене на највишем делу брда, око које се шире бедеми вишег и нижег подграђа, док се у северозападном подножју брда налази истурена кула, смештена на обали Топлице.
Сама цитадела је са северозападне стране заштићена оштром стеном, тако да је бедем са те стране широк свега 1 метар, наспрам југоисточног који је дебео 3,5 метра и додатно заштићен сувим шанцем. Улаз у цитаделу смештен је на њеном североисточном крају, а чува га квадратна Донжон кула. Непосредно поред њега, налази се мала капија, која је цитаделу повезивала са воденом кулом на обали Топлице. Њена унутрашњост обухвата површину од око 500m², а у њој се налази и цистерна за воду.
Око цитаделе, ка истоку и југоистоку, пружа се више подграђе у склопу кога се некада налазио римски дворац на чијем се месту данас налази Савићевац, као и цистерна за воду. Бедем овог подграђа је ојачан са три квадратне куле, нешто мањих димензија у односу на Донжон кулу у цитадели. Око овог подграђа се лепезасто шири други бедем, ојачан можда једном кулом, унутар кога се налази ниже подграђе.
Подно цитаделе, на обали Топлице, смештена је водена кула која се у народу популарно назива Југ Богданова кула. Она представља истурено упориште које чува прелаз преко реке, али и игра улогу у снабдевању града водом. Сама кула има квадратну основу и данас је најочуванија од свих кула некадашње тврђаве.

## Археолошки радови
Археолошки радови на локалитету Хисар су започели 1976. године и обављани су са прекидима током наредне две деценије, а изводили су их Музеј Топлице из Прокупља и Завод за заштиту споменика културе из Ниша. Током њих је истражен простор цитаделе који је конзервиран и делови подграђа.
Од материјалних остатака откривени су:
- керамичко посуђе и тестија за воду
- алат за обраду коже
- мач, врхови стрела и копље

као и отворена кухиња за спремање хране уз северни бедем вишег подграђа. У њој су нађени остаци грнчарије домаће производње које се по орнаментици и начину израде могу сместити у XIV и 15. век, што потврђује претпоставку о времену настанка данашњег утврђења.

## Тврђава данас
Тврђава је данас већим делом у рушевинама, а добар део њеног некадашњег простора, изузев саме цитаделе, је обрастао у багремову шуму и високо растиње. Простор око саме цитаделе је данас (јул 2008) очишћен од високог растиња, тако да се остаци некадашњег сувог шанца јасно уочавају на терену.
Сама цитадела са оближњим Савићевцем представља једно од главних излетишта Прокупчана, пошто је степеништем и стазом повезана са градском пешачком зоном. Око самог брда пролази трим-стаза, а на простору цитаделе се понекад поставља летња позорница на којој се изводе позоришне, музичке и биоскопске представе.
Поред ових садржаја, постоји план локалног астрономског друштва „Магеланов облак“ да се обнови Донжон кула и у њој смести опсерваторија, попут оне у Деспотовој кули Београдске тврђаве.

## Галерија
- Тврђава Хисар - Прокупље
- Тврђава Хисар - Прокупље
- Тврђава Хисар - Прокупље
- Тврђава Хисар - Прокупље
- Југ Богданова кула